# سمامة منقطة
سمامة منقطة (الاسم العلمي: Apus melba) أو (الاسم العلمي: Tachymarptis aequatorialis) (بالإنجليزية: Mottled Swift)‏ هو طائر ينتمي إلى سمامة (فصيلة: Apodidae).